# Helena Karásková
Helena Karásková (* 6. Februar 1979 in Jablonec nad Nisou als Helena Balatková, später Helena Erbenová) ist eine tschechische Skilangläuferin, Triathletin, Olympionikin (2006), Europameisterin Cross-Triathlon (2012), Weltmeisterin Cross-Triathlon (2013) und zweifache Weltmeisterin Winter-Triathlon (2012, 2013).

## Werdegang
Helena Erbenová betreibt Skilanglauf seit 1997 und nahm an fünf Weltmeisterschaften sowie an den Olympischen Winterspielen 2002 in Salt Lake City und an den Olympischen Winterspielen 2006 in Turin teil. Ihre beste Platzierung im Skilanglauf-Weltcup erreichte sie im Dezember 2006 in La Clusaz mit dem dritten Platz in der Staffel. Seit 2011 startete sie im Cross-Triathlon.

### Weltmeisterin Winter-Triathlon 2012
Sie wurde 2012 Weltmeisterin im Winter-Triathlon und im Februar 2013 konnte sie diesen Erfolg in Italien erfolgreich verteidigen.
2012 wurde sie im Januar Europameisterin Winter-Triathlon und im Juli auch Cross-Triathlon. Sie wurde in diesem Jahr auch Zweite bei der European-Tour-Wertung der Xterra-Serie.

### Weltmeisterin Cross-Triathlon 2013
Im Juli 2013 wurde sie in Den Haag Weltmeisterin Cross-Triathlon.
2014 wurde sie Dritte bei den Weltmeisterschaften. Im Juli 2015 wurde Erbenová hinter der Schweizerin Renata Bucher Vizeeuropameisterin Cross-Triathlon.
In Estland wurde sie im Jänner 2017 zum zweiten Mal Europameisterin Winter-Triathlon. Im Januar 2018 wurde die 38-Jährige in Rumänien Vizeweltmeisterin Winter-Triathlon. Im September gewann sie mit dem Finnen Martin Flinta im Mixed-Team das Swim&Run-Rennen Ö till Ö mit neuem Streckenrekord.

### Persönliches
Helena Erbenová ist seit Juli 2017 mit dem tschechischen Radrennfahrer Vladislav Karásek verheiratet und startet seitdem als Helena Karásková.

Ihre Schwester Kateřina ist mit dem tschechischen Skilangläufer Lukáš Bauer verheiratet.

## Sportliche Erfolge
| Datum/Jahr    | Rang | Wettbewerb                                 | Austragungsort    | Zeit     | Bemerkung                                                                                       |
| ------------- | ---- | ------------------------------------------ | ----------------- | -------- | ----------------------------------------------------------------------------------------------- |
| 18. Aug. 2018 | 2    | Xterra European Championships              | Olbersdorf        | 03:00:56 | Vize-Europameisterin Xterra Cross Triathlon                                                     |
| 15. Apr. 2018 | 3    | Xterra Malta                               | Malta             | 02:49:01 |                                                                                                 |
| 2. Juli 2017  | 3    | Xterra France                              | Xonrupt           | 04:08:06 |                                                                                                 |
| 2. Apr. 2017  | 2    | Xterra Malta                               | Malta             | 02:28:44 |                                                                                                 |
| 23. Okt. 2016 | 5    | Xterra World Championships                 | Maui              | 03:32:55 |                                                                                                 |
| 3. Juli 2016  | 3    | Xterra France                              | Xonrupt           | 03:48:04 |                                                                                                 |
| 11. Juni 2016 | 1    | Xterra Belgium                             | Namur             |          |                                                                                                 |
| 7. Mai 2016   | 1    | Xterra Greece                              | Plastiras-Stausee | 02:43:39 | [ 1 ]                                                                                           |
| 1. Nov. 2015  | 7    | Xterra World Championships                 | Maui              | 03:17:12 | Weltmeisterschaft Cross-Triathlon                                                               |
| 19. Juli 2015 | 2    | ETU Cross Triathlon European Championships | Schluchsee        | 02:58:41 | Vize-Europameisterin Cross-Triathlon                                                            |
| 27. Juni 2015 | 3    | Xterra Switzerland                         | Les Charbonnières | 02:30:38 |                                                                                                 |
| 21. Sep. 2014 | 1    | ETU Natura Cross Triathlon European Cup    | Pokljuka          | 01:52:00 |                                                                                                 |
| 16. Aug. 2014 | 3    | ITU Cross Triathlon World Championships    | Olbersdorf        | 03:02:32 | ITU-Weltmeisterschaft Cross-Triathlon                                                           |
| 9. Aug. 2014  | 3    | Xterra Czech                               | Okres Prachatice  | 03:12:58 |                                                                                                 |
| 26. Juli 2014 | 1    | Xterra Italy                               | Lago di Scanno    | 03:18:38 | [ 2 ]                                                                                           |
| 9. Aug. 2014  | 2    | Xterra Greece                              | Plastiras-Stausee | 02:42:45 | [ 3 ]                                                                                           |
| 1. Juni 2014  | 3    | ETU Cross Triathlon European Championships | Orosei            | 02:39:45 |                                                                                                 |
| 7. Sep. 2013  | 3    | ETU Cross Triathlon European Championships | Strobl            | 01:46:06 | Europameisterschaft Cross-Triathlon                                                             |
| 17. Aug. 2013 | 3    | Xterra Germany                             | Olbersdorf        |          |                                                                                                 |
| 14. Juli 2013 | 1    | Xterra Italy                               | Lago di Scanno    |          |                                                                                                 |
| 13. Juli 2013 | 1    | ITU Cross Triathlon World Championships    | Den Haag          | 02:22:11 | Weltmeisterin Cross-Triathlon – vor der Britin Lesley Paterson                                  |
| 10. Aug. 2013 | 1    | Xterra Czech                               | Okres Prachatice  |          |                                                                                                 |
| 7. Juli 2013  | 1    | Xterra France                              | Xonrupt           |          | 1,5 km Schwimmen, 34 km Mountainbike und 10 km Crosslauf                                        |
| 29. Juni 2013 | 1    | Xterra Switzerland                         | Les Charbonnières |          |                                                                                                 |
| 15. Juni 2013 | 1    | Xterra Greece                              | Plastiras-Stausee |          |                                                                                                 |
| 8. Sep. 2012  | 1    | Xterra Switzerland                         | Prangins          |          |                                                                                                 |
| 11. Aug. 2012 | 1    | Xterra Germany                             | Olbersdorf        |          |                                                                                                 |
| 4. Aug. 2012  | 1    | Xterra Czech                               | Okres Prachatice  |          |                                                                                                 |
| 13. Juli 2012 | 1    | ETU Cross Triathlon European Championships | Den Haag          | 02:09:51 |                                                                                                 |
| 8. Juli 2012  | 1    | Xterra France                              | Xonrupt           |          |                                                                                                 |
| 27. Mai 2012  | 2    | Xterra Italy                               | Sardinien         |          |                                                                                                 |
| 23. Okt. 2011 | 3    | Xterra World Championships                 | Maui              |          | Weltmeisterschaft Cross-Triathlon (1,5 km Schwimmen, 29,5 km Mountainbike und 9,8 km Crosslauf) |
| 10. Sep. 2011 | 3    | Xterra Switzerland                         | Prangins          |          |                                                                                                 |
| 13. Aug. 2011 | 2    | Xterra Czech                               | Špindlerův Mlýn   |          |                                                                                                 |

| Datum/Jahr    | Rang | Wettbewerb                                  | Austragungsort   | Zeit     | Bemerkung                             |
| ------------- | ---- | ------------------------------------------- | ---------------- | -------- | ------------------------------------- |
| 27. Jan. 2018 | 2    | ITU Winter Triathlon World Championships    | Cheile Grădiștei | 01:49:21 |                                       |
| 28. Jan. 2017 | 1    | ETU Winter Triathlon European Championships | Otepää           |          | Europameisterin Winter-Triathlon      |
| 1. März 2014  | 1    | CZE Winter Triathlon National Championships | Tschechien       | 01:35:19 |                                       |
| 23. Feb. 2013 | 1    | ITU Winter Triathlon World Championships    | Cogne            | 01:20:10 |                                       |
| 26. Jan. 2013 | 2    | ETU European Winter Triathlon Championships | Tartu            | 01:42:02 | Vize-Europameisterin Winter-Triathlon |
| 24. März 2012 | 1    | ITU Winter Triathlon World Championships    | Jämijärvi        | 01:31:51 |                                       |
| 3. März 2012  | 1    | ETU Winter Triathlon European Championships | Valsesia         | 01:37:55 |                                       |

| Datum/Jahr    | Rang | Wettbewerb                   | Austragungsort | Zeit       | Bemerkung                |
| ------------- | ---- | ---------------------------- | -------------- | ---------- | ------------------------ |
| 17. Dez. 2006 | 3    | Skilanglauf-Weltcup 2006/07  | La Clusaz      |            | in der 4 × 10-km-Staffel |
| 18. Feb. 2006 | 6    | Olympische Winterspiele 2006 | Pragelato      | 00:55:46,3 | in der 4 × 5-km-Staffel  |

| Datum/Jahr | Rang | Wettbewerb          | Austragungsort | Zeit     | Bemerkung                                                                |
| ---------- | ---- | ------------------- | -------------- | -------- | ------------------------------------------------------------------------ |
| Feb. 2015  | 1    | Andalucía Bike Race | Córdoba        | 07:50:03 | Sieg mit dem Schweden Martin Flinta im Mixed-Team (6 Etappen in 6 Tagen) |

| Datum/Jahr    | Rang | Wettbewerb | Austragungsort            | Zeit     | Bemerkung                                                       |
| ------------- | ---- | ---------- | ------------------------- | -------- | --------------------------------------------------------------- |
| 29. Sep. 2018 | 1    | Ö till Ö   | Stockholmer Schärengarten | 08:16:15 | neuer Streckenrekord im Mixed-Team mit dem Finnen Martin Flinta |

(Did Not Finish)